# Calyptratae
Sous-section
Les Calyptratae ou Calyptrata sont, dans certaines classifications, une sous-section des Schizophora, de l'infra-ordre des Muscomorpha (insectes diptères du sous-ordre des Brachycera, les mouches muscoïdes aux antennes courtes).
Cette sous-section caractérise les mouches possédant un calypter (en), la membrane recouvrant chacune de leur haltère, comme c'est le cas de la Mouche domestique, de la Petite mouche domestique, des tachinaires…
Les espèces de Schizophora qui en sont dépourvues appartiennent à la sous-section Acalyptratae (avec le « a » privatif grec).

## Liste desfamilles
Selon ITIS (27 févr. 2013) :
- super-famille Hippoboscoidea
  - famille Glossinidae
  - famille Hippoboscidae
  - famille Mormotomyiidae
  - famille Nicteribiidae
  - famille Streblidae
- super-famille Oestroidea
  - famille Calliphoridae
  - famille Mystacinobiidae
  - famille Oestridae
  - famille Rhinophoridae
  - famille Sarcophagidae - mouches à viande
  - famille Tachinidae
- super-famille Muscoidea
  - famille Anthomyiidae
  - famille Fannidae
  - famille Muscidae
  - famille Scathophagidae